# Pic glandivore
Melanerpes formicivorus
Espèce
Statut de conservation UICN

 LC  : Préoccupation mineure
Le Pic glandivore (Melanerpes formicivorus) est une espèce d’oiseaux de la famille des Picidae.

## Description
Cet oiseau a un plumage essentiellement noir (tour du bec, dos et ailes notamment) et blanc (gorge et croupion en particulier) à l'exception d'une calotte rouge. Le dessous du corps est blanc rayé de noir. Un léger dimorphisme sexuel existe : le front est blanc chez le mâle et noir chez la femelle.

## Répartition
Cette espèce vit du littoral de la Californie au sud-ouest des États-Unis jusqu'en Colombie : Costa Rica... 

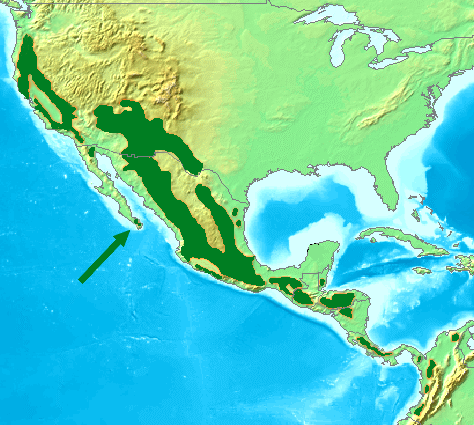
Carte de répartition de l'espèce (en vert foncé).

## Habitat
Cet oiseau se reproduit dans les chênaies des collines côtières mais aussi dans les forêts de montagne au-delà de 1 500 m d'altitude. Il peut s'alimenter dans les prés bordant les milieux forestiers.

## Nidification
Les couples reproducteurs excavent un nid dans une grande cavité dans un arbre mort ou une partie morte d'un arbre. Un groupe d'adultes peut participer aux activités de nidification: des études en milieu naturel ont montré que les groupes reproducteurs vont de paires monogames aux groupes reproducteurs collectifs de sept mâles et trois femelles avec jusqu'à 10 manœuvres associés. Les jeunes d'une même couvée peuvent être issus de paternités multiples.

## Alimentation

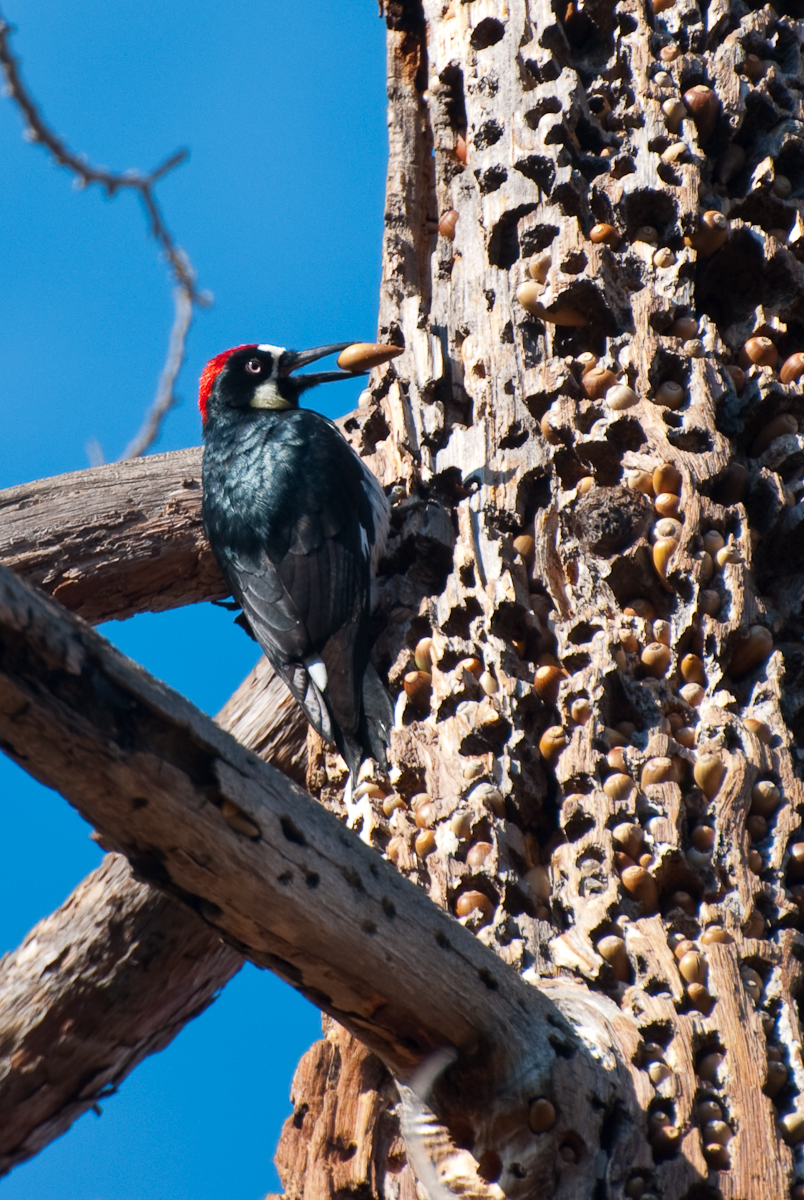
Un pic glandivore et son grenier à gland.

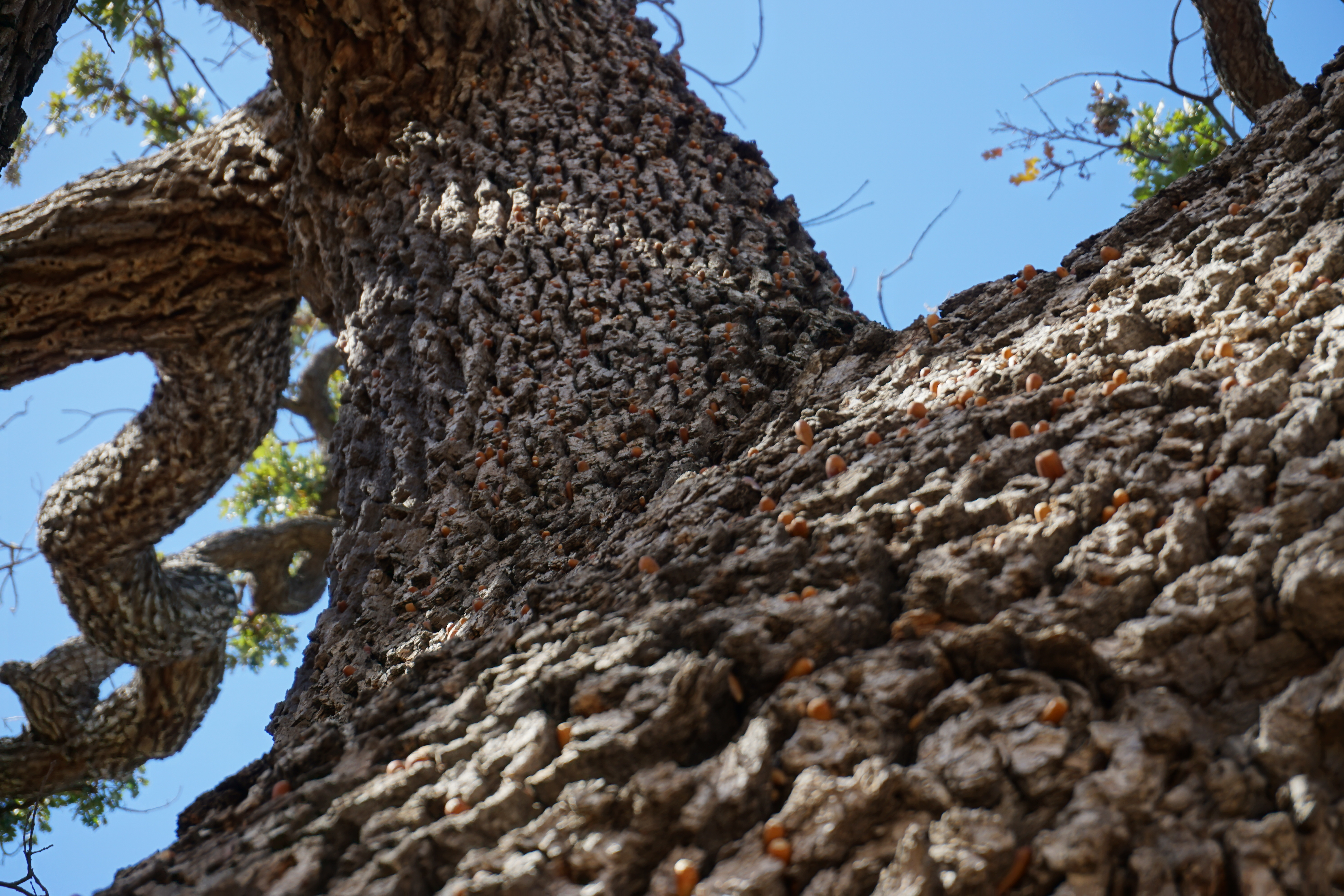
Un chêne criblé de glands

Cet oiseau consomme des glands, des fruits et des insectes. Il fait des réserves dans les crevasses des arbres et dans les cavités qu'il y creuse,,.
Les pics glandivores, comme leur nom l'indique, dépendent fortement des glands pour se nourrir. Les glands sont une ressource si importante pour les populations californiennes que les pics à glands peuvent nicher à l'automne pour profiter de la récolte de glands, un comportement rare chez les oiseaux.

## Culture populaire
Walter Lantz se serait inspiré du cri du pic glandivore pour créer celui de son personnage de dessin animé Woody Woodpecker, tout en modelant son apparence sur celle du grand pic, à  la crête caractéristique.

## Sous-espèces
D'après la classification de référence (version 5.2, 2015) du Congrès ornithologique international, cette espèce est constituée des sept sous-espèces suivantes (ordre phylogénique) :
- Melanerpes formicivorus bairdi Ridgway, 1881 ;
- Melanerpes formicivorus angustifrons S.F. Baird, 1870 ;
- Melanerpes formicivorus formicivorus (Swainson, 1827) ;
- Melanerpes formicivorus albeolus Todd, 1910 ;
- Melanerpes formicivorus lineatus (Dickey & Van Rossem, 1927) ;
- Melanerpes formicivorus striatipectus Ridgway, 1874 ;
- Melanerpes formicivorus flavigula (Malherbe, 1849).